# Kastanjeryggig törnfågel
Kastanjeryggig törnfågel (Phacellodomus dorsalis) är en fågel i familjen ugnfåglar inom ordningen tättingar.

## Utbredning och systematik
Fågelns utbredningsområde är i norra Peru (övre Marañónprovinsen). Den behandlas som monotypisk, det vill säga att den inte delas in i några underarter.

## Status
IUCN kategoriserar arten som nära hotad.